# 니시노우라촌 (오카야마현)
니시노우라촌(西之浦村)은 오카야마현 아사쿠치군에 설치되었던 촌이다. 현재의구라시키시에 해당한다.

## 역사
- 1889년 6월 1일 - 정촌제 시행에 의해 아사쿠치군 니시노우라촌이 성립하였다.
- 1903년 1월 1일 - 쓰루신덴촌, 가메지마촌과 합병해 새로운 쓰라지마촌이 성립하여 동촌은 오아자가 되었다.